# Generalvejkommissionen
Generalvejkommissionen var en kommission nedsat i 1778 for at forestå den administrative udbygning  og udbedring af det danske vejvæsen. Kommissionen var nært knyttet til Rentekammeret.
Det var generalvejkommissionen der med Hærens Ingeniørkorps som entreprenør og lokal betalt arbejdskraft, rykkede ud over landet og byggede veje og broer.
Vejene blev klassificeret i 3 grupper alt efter trafikbelastning:             
1. Hovedlandeveje
2. Mindre landeveje og biveje
3. Sogne-, kirke- og mølleveje

Der fulgte også en anvisning på, hvordan materialerne kunne fremskaffes, bl.a. fra bøndernes marker, hvor der fandtes let tilgængelige randsten fra jættestuer og dysser.
Kommissionen blev ophævet i 1808, og dens opgaver lagt ind under Rentekammeret.